# Sir Galahad (Schiff, 1987)
Die Sir Galahad (L3005) von 1987 war ein Landungsschiff gehörte als Teil der Royal Fleet Auxiliary zur  Royal Navy. Die erste Sir Galahad von 1966 wurde 1982 während des Falklandkrieges versenkt und durch diesen Neubau mit identischem Namen und gleicher Kennnummer ersetzt. Benannt wurden sie nach dem Ritter Galahad, einem Mitglied der Tafelrunde in der Artussage.
Das Schiff diente von 2007 bis 2019 bei der Brasilianischen Marine als Garcia D'Avila. Das Schiff wurde 2024 bei einer Zielübung versenkt.

## Geschichte
1984 beschloss die Royal Navy, einen Ersatz für die im Falklandkrieg versenkte Sir Galahad zu beschaffen und orderte bei Swan Hunter ein weiteres logistisches Landungsschiff, basierend auf der Grundkonstruktion der Schiffe der Round-Table-Klasse, jedoch mit deutlich erhöhter Tonnage. In Erinnerung an das Vorgängerschiff wurde entschieden, dem Neubau denselben Namen und dieselbe Kennnummer zu geben. 
1991 unterstützte die Sir Galahad im Zweiten Golfkrieg die Befreiung Kuwaits im Rahmen der britischen Operation Granby. Auch während des Irakkrieges im Jahr 2003 kam das Schiff zum Einsatz. Sie war am 28. März 2003 das erste alliierte Schiff, das den irakischen Hafen Umm Qasr mit Soldaten und Hilfsgütern anlief. 
Ursprünglich war geplant, die ältesten vier Schiffe der Round-Table-Klasse bis 2005 auszumustern, gefolgt von der 1994 runderneuerten Sir Bedivere 2011 und der Sir Galahad 2015. Die Royal Navy entschied sich jedoch, nur eines der Schiffe mittelfristig weiter zu betreiben und die Wahl fiel auf die Sir Bedivere. Am 20. Juli 2006 wurde die Sir-Galahad in Portsmouth außer Dienst gestellt. Nachfolger der Schiffe der Round-Table-Klasse sind die Docklandungsschiffe der Bay-Klasse.
Die Sir Galahad wurde nach ihrer Ausmusterung an Brasilien verkauft und am 4. Dezember 2007 als Garcia D'Avila bei der brasilianischen Marine in Dienst gestellt.

## Geschichte Garcia D'Avila

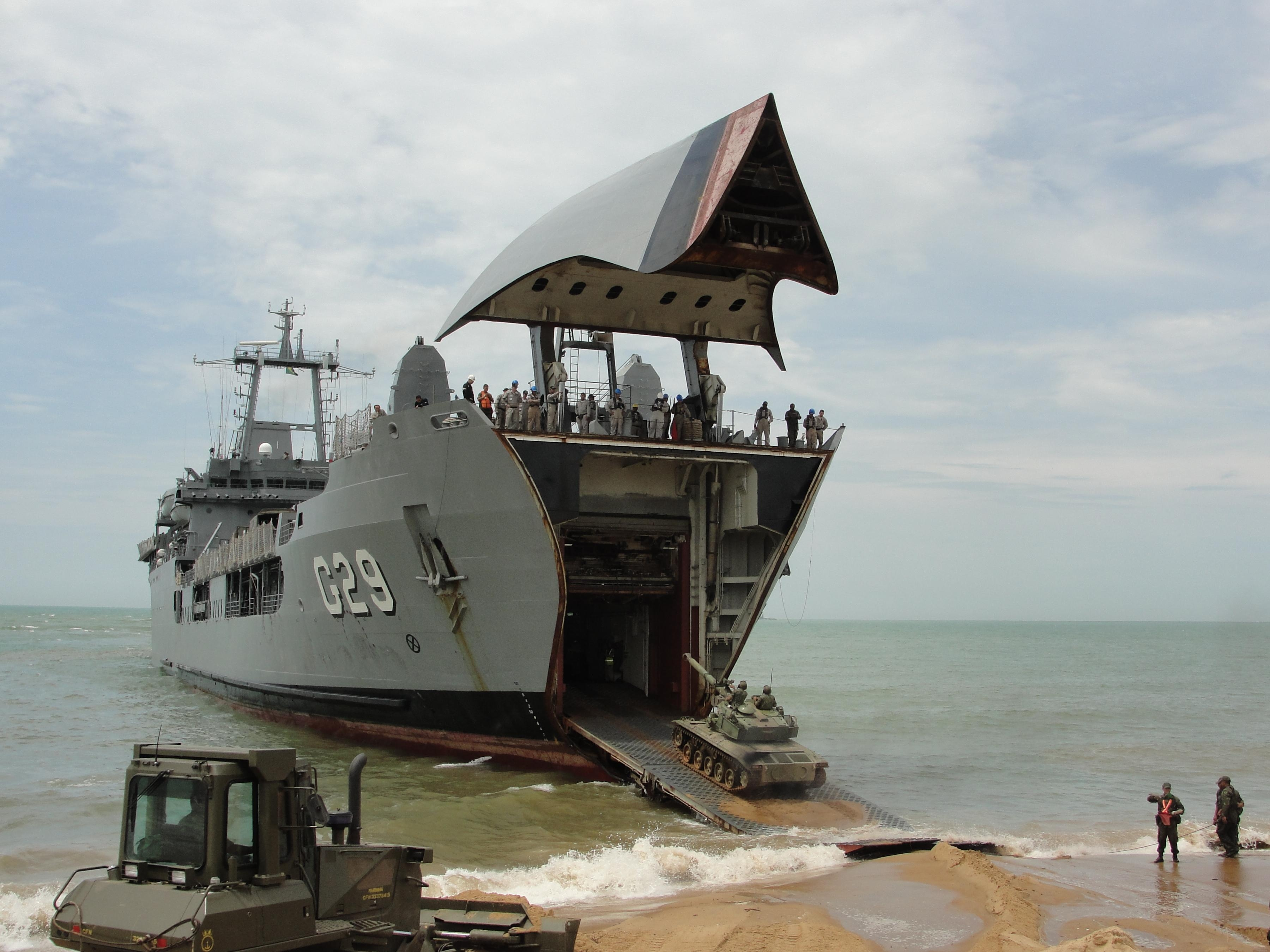
Garcia D'Avila 2009 beim Beladen mit Panzer

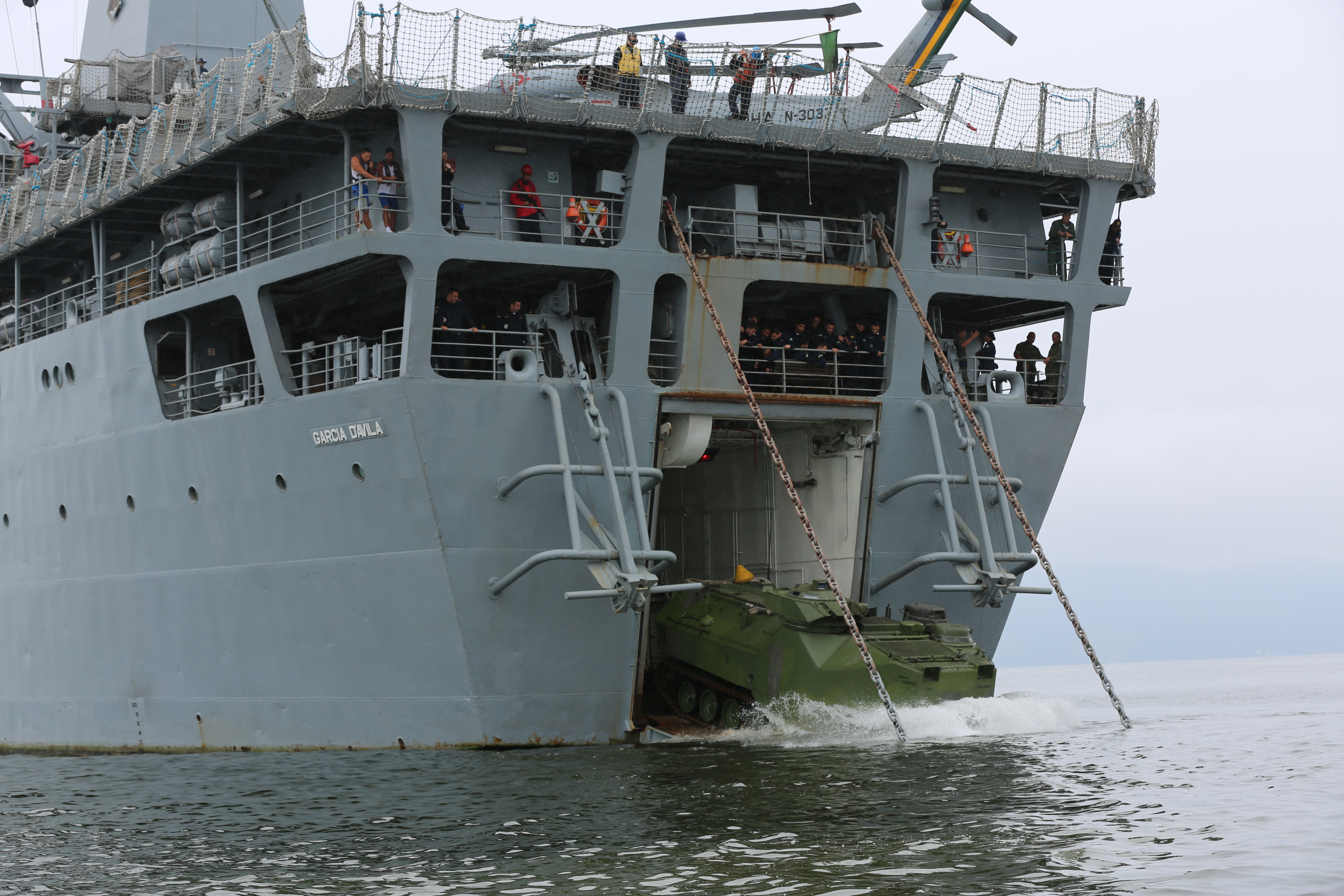
Amphibienpanzer verlässt Heckklappe der Garcia D'Avila

Für die brasilianische Marine 2013 war es für den Transport von Fahrzeugen und anderen Versorgungsgütern nach Port-au-Prince zuständig, um die Aktionen des brasilianischen Militärs im Rahmen der MINUSTAH zu unterstützen.
Im Juni 2019 wurde bekannt gegeben, dass das Schiff am 29. Oktober desselben Jahres außer Dienst gestellt werden würde.
Das Schiff wurde aus der Guanabara-Bucht geschleppt, um als Ziel für die Übung Missilex/Torpedex 2024 zu dienen, die von der brasilianischen Marine durchgeführt wurde.